# Habits (Stay High)
"Habits (Stay High)" là một bản thu âm và bài hát của ca sĩ người Thụy Điển Tove Lo, từ EP đầu tay của cô, Truth Serum và album phòng thu đầu tay của cô, Queen of the Clouds. Bài hát được phát hành dưới dạng đĩa đơn thứ hai của Lo vào ngày 25 tháng 3 năm 2013. Nó được phát hành tại Hoa Kỳ vào ngày 14 tháng 4 năm 2014, dưới dạng đĩa đơn từ hai album Truth Serum và Queen of the Clouds và mang tên là Habits (Stay High). 
Bài hát là một sleeper hit, nó đã đứng thứ 3 Billboard Hot 100, là bài hát đầu tiên của cô lọt vào bảng xếp hạng danh giá này, và giúp cô trở thành người Thụy Điển thứ hai có một đĩa đơn lọt vào top 3 Billboard Hot 100; sau Ace of Base với bài hát The Sign, đứng thứ nhất bảng xếp hạng năm 1994. Bài hát còn lọt vào top 10 ở Úc, top 3 ở Anh và một số nước châu Âu khác. Bài hát được đánh giá cao bởi các nhà phê bình âm nhạc, hầu hết đều đề cao phần điệp khúc của ca khúc.

## Bản phối lại của Hippie Sabotage
Năm 2014, Hipppie Sabotage phối lại bài hát Habits của Tove Lo. Bản phối lại được phát hành ngày 4 tháng 4 năm 2014.

## Xếp hạng

### Xếp hạng tuần
| Chart (2014–15)                                 | Peak position |
| ----------------------------------------------- | ------------- |
| Áo (Ö3 Austria Top 40)                          | 3             |
| Canada (Canadian Hot 100)                       | 3             |
| Canada AC (Billboard)                           | 46            |
| Canada CHR/Top 40 (Billboard)                   | 1             |
| Canada Hot AC (Billboard)                       | 9             |
| Canada Rock (Billboard)                         | 42            |
| Cộng hòa Séc (Rádio Top 100)                    | 12            |
| Cộng hòa Séc (Singles Digitál Top 100)          | 3             |
| Đan Mạch (Tracklisten)                          | 10            |
| Pháp (SNEP)                                     | 2             |
| France Streaming Songs (SNEP)                   | 1             |
| Trường songid là BẮT BUỘC CHO BẢNG XẾP HẠNG ĐỨC | 14            |
| Hungary (Single Top 40)                         | 9             |
| Ireland (IRMA)                                  | 80            |
| Scotland (OCC)                                  | 71            |
| Slovakia (Rádio Top 100)                        | 8             |
| Slovakia (Singles Digitál Top 100)              | 5             |
| Tây Ban Nha (PROMUSICAE)                        | 13            |
| Thụy Sĩ (Schweizer Hitparade)                   | 3             |
| Hoa Kỳ Billboard Hot 100                        | 3             |
| Hoa Kỳ Hot Rock Songs (Billboard)               | 1             |
| Hoa Kỳ Rock Airplay (Billboard)                 | 16            |
| Hoa Kỳ Adult Pop Airplay (Billboard)            | 2             |
| Hoa Kỳ Dance Club Songs (Billboard)             | 30            |
| Hoa Kỳ Latin Airplay (Billboard)                | 41            |
| Hoa Kỳ Latin Pop Songs (Billboard)              | 34            |
| Hoa Kỳ Pop Airplay (Billboard)                  | 1             |
| Hoa Kỳ Rhythmic (Billboard)                     | 8             |

### Xếp hạng cuối năm
| Chart (2014)                         | Position |
| ------------------------------------ | -------- |
| Canada (Canadian Hot 100)            | 41       |
| Pháp (SNEP)                          | 13       |
| Hoa Kỳ Billboard Hot 100             | 32       |
| Hoa Kỳ Alternative Songs (Billboard) | 46       |

## Chứng nhận
| Quốc gia                                                                           | Chứng nhận  | Số đơn vị/doanh số chứng nhận |
| ---------------------------------------------------------------------------------- | ----------- | ----------------------------- |
| Áo (IFPI Áo)                                                                       | Gold        | 15.000*                       |
| Canada (Music Canada)                                                              | 2× Platinum | 160.000*                      |
| Đan Mạch (IFPI Đan Mạch) streaming                                                 | Platinum    | 2,600,000^                    |
| Đức (BVMI)                                                                         | Gold        | 200,000‡                      |
| Ý (FIMI)                                                                           | Gold        | 15.000‡                       |
| Thụy Điển (GLF)                                                                    | 3× Platinum | 60.000‡                       |
| Thụy Sĩ (IFPI)                                                                     | Gold        | 15.000^                       |
| Hoa Kỳ (RIAA)                                                                      | 3× Platinum | 3,000,000                     |
| * Chứng nhận dựa theo doanh số tiêu thụ. ^ Chứng nhận dựa theo doanh số nhập hàng. |             |                               |